# Lamprotornis pulcher
Lamprotornis pulcher е вид птица от семейство Скорецови (Sturnidae).

## Разпространение
Видът е разпространен в Буркина Фасо, Гамбия, Гана, Еритрея, Етиопия, Камерун, Мали, Мавритания, Нигер, Нигерия, Сенегал, Судан и Чад.